# ميلكا بلانينك
ميلكا بلانينك هي شخصية سياسية كرواتية.

## وصلات خارجية
- ميلكا بلانينك على موقع مونزينجر (الألمانية)